# Обривка
Обри́вка — село в Каховському районі Херсонської області. Населення становить 586 осіб. 

## Історія
Дата заснування села невідома. За усними свідченнями, засноване відомим на півдні України підприємцем Іваном Обревком в останній чверті ХІХ ст. як невеличкий хутір, який стояв на половині шляху від Великої (Нової) Маячки до пристані на Дніпрі (також володіння І.Обревка) коло Британів.
Назва хутора Обревка була викривлена більшовиками після захоплення цєї території в 1920 р. і наразі представлена двома варіантами: Обривка і Обривки, хоча на справді ніяких обривів в цій місцевості не спостерігалося ніколи. Правильна назва села "Обревка". За бездіяльності місцевої влади ці викривлені назви постійно застосовують й досі. В одіозній "Історії міст і сіл Української РСР. Херсонська область" (К., 1972) дата заснування села вказана як 1921 р., хоча фактично це лише дата заснування більшовистського колгоспу "Пам'ять Ілліча", який був створений з майна, відібраного більшовиками у Івана Обревка. Про самого І. Обревка, який був жорстоко репресований більшовиками, радянська історіографія ніколи не згадувала.
В післявоєнний період село набуло потужного економічного потенціалу завдяки зернотваринницькому радгоспу "Труд", який був знищений після розпаду СРСР. Відтоді село, як і багато навколішних сіл, знаходиться у депресії.
В селі розташована Маслівська загальноосвітня школа І-ІІІ ступенів акредитації. Назва школи пояснюється тим, що до кінця 1960-х рр. більш потужним було село Маслівка (супутник села Обревка, на відстані біля 500 м.), і школу будували як "Маслівська", але в результаті чергової адміністративної зміни центром радгоспу "Труд" призначили село Обревка. Такі незрозумілі перетворення є дуже типовими для періоду Радянської влади, від якої залишилося багато непорозумінь у всіх галузях ономастики. 
Найближчі села - Піщане, Нові Лагері, Корсунка, Дніпряни, Нова Маячка.
24 лютого 2022 року село тимчасово окуповане російськими військами під час російсько-української війни.

## Населення

### Мова
Розподіл населення за рідною мовою за даними перепису 2001 року:
| Мова            | Кількість | Відсоток |
| --------------- | --------- | -------- |
| українська      | 501       | 85.49%   |
| російська       | 75        | 12.80%   |
| циганська       | 8         | 1.37%    |
| польська        | 1         | 0.17%    |
| інші/не вказали | 1         | 0.17%    |
| Усього          | 586       | 100%     |